# Hochatmosphäre

Schichtung der Atmosphäre

Ionosphärenschichten je nach Tageszeit

Als Hochatmosphäre werden jene höheren Bereiche der Erdatmosphäre bezeichnet, in denen die Luftdichte bzw. der Luftdruck unter einen technisch weitgehend bedeutungslosen Betrag sinkt.
Je nach wissenschaftlicher oder technischer Anwendung betrifft diese (de facto unscharfe) Definition:
- alle Luftschichten über der Tropopause – z. B. aus dem Blickwinkel der klassischen Meteorologie oder des Segelflugs
- die Thermo- bzw. Ionosphäre – z. B. wegen Reflexionen bei Verfahren der Telemetrie oder Funknavigation, oder direkter elektrodynamischer Wechselwirkungen und anderen nichtgravitativen Bahnstörungen auf Erdsatelliten
- die Exosphäre – beispielsweise für Aspekte der solar-terrestrischen Wechselwirkungen (Sonnenwind, Erdmagnetfeld) bzw. der Magnetosphäre

Hingegen werden als „freie Atmosphäre“ jene Luftschichten bezeichnet, die über der Peplopause liegen bzw. mehr als 2 km Bodenabstand haben. Jenseits dieser Grundschicht kann für viele meteorologische Effekte der Einfluss der Bodenreibung vernachlässigt werden.
In den Anfängen der Raumfahrt wurde die Dichte der irdischen Hochatmosphäre stark unterschätzt: im Durchschnitt war die Atmosphäre oberhalb von etwa 200 km Bahnhöhe etwa 7-mal dichter als aus früheren Forschungen angenommen. Dadurch war die Bremsung der ersten Erdsatelliten viel stärker als erwartet, und die geplante Lebensdauer wurde zu optimistisch angesetzt.
In der interplanetaren Raumfahrt – z. B. bei Flügen zum Mars – oder für Wiedereintritt und Rückkehr einer Sonde zur Erde kann die Hochatmosphäre von Planeten zur Bremsung des Flugkörpers verwendet werden. Diese nicht ungefährlichen Bahnmanöver des Aerobraking müssen allerdings sehr genau dosiert werden.

## Erscheinungen
Dass die Lufthülle weit über die Höhe der Wolken reicht, haben manche Wissenschaftler schon früh vermutet, vor allem wegen der Sternschnuppen. Doch gibt es noch eine Reihe anderer Phänomene, von denen folgende am bekanntesten sind:
- die leuchtenden Nachtwolken in etwa 85 km Höhe,
- die Polarlichter der Arktis und Antarktis (etwa 100 bis 200 km hoch),
- die Funkreflexion von Kurzwellen in der D-, E- und F-Schicht (siehe Bild). Sie hängen mit dem Ionisationsgrad der Luft zusammen, wurden 1902 von Oliver Heaviside vorhergesagt und 1924 von Appleton nachgewiesen,
- Einfluss auf das Erdmagnetfeld (ca. 10 % Anteil am Gesamtfeld, seit ~1850 erforscht), Änderung der Nadelabweichung bei magnetischen Stürmen.